# サモンナイト ツインエイジ 〜精霊たちの共鳴〜
『サモンナイト ツインエイジ 〜精霊たちの共鳴〜』（サモンナイト ツインエイジ せいれいたちのこえ）は、バンプレスト（後のバンダイナムコエンターテインメント）から2007年8月30日に発売されたニンテンドーDS用ゲームソフト。

## 概要
サモンナイトシリーズの外伝の一つ。テレビCMには伊藤淳史が出演した。

## ゲームシステム
ほとんどの操作はタッチペンを用いて行うが、会話などではボタンを使うことも可能。
フィールドでは主人公であるアルドとリーハのいずれかをプレイヤーが操作し、もう一人はNPCとして活動する。また二人が同じ画面にいる場合、操作をもう一人の主人公に切り替えることが出来る。
シナリオが進むとパーティメンバーを一人だけ連れて行くことが出来るようになる。パーティメンバーには「サポートランク」が設定されており、行動や選択肢などで増減する。パーティメンバーの切り替えはマップ画面でのみ可能。

## 世界観
クラアルディーナ / アースティル
今までのシリーズの舞台であったリィンバウムとは全く別の世界であり、同名の用語は存在するが、関連は作中では語られない。人間と亜人「カウスクザフ」、そして精霊が共存する世界である。
クラアルディーナはカウスクザフ側の呼び方で、アースティルは人間側の呼び方。
精霊術
その名の通り、精霊の力を借りて使う術。
召喚術
精霊の力を使う点では精霊術と似ているが、考え方は根本的に違う。
召喚使
召喚術を使える人間の総称。召喚獣やカウスクザフらを蔑視する傾向がある。

## ストーリー
カウスクザフ達が暮らす村・ジャズィーラで暮らしているアルドとリーハの姉弟は、ある日精霊達の暴走に巻き込まれる。暴走の原因を解明するため、仲間達と共に旅に出るが…。

## 登場キャラクター

### 主人公
アルド
声 - 入野自由
男性主人公。数年前に異世界から召喚された少年。現在は彼を召喚したリーハの弟として暮らしている。
召喚獣であるためか、精霊力を直に感じ取れるが、それゆえ精霊の異変に翻弄されてしまうことがある。額に召喚獣特有のあざがあり、マーディンの指示でバンダナで隠している。明るく心優しい性格。自然が好き。
カレーとリーハが作るバンナ料理が好物。
何故か数年前のことがおぼろげにしか思い出せない。
リーハ
声 - 植田佳奈
女性主人公。召喚使としての才能に優れている。幼い頃から召喚獣であるアルドやカウスクザフらと暮らしてきたため、彼らに対する偏見を持っていない。
アルドの姉として、しっかりしていなければならないという使命感をもっている。
父親は「慈眼のバラド」と呼ばれる召喚使。
バンナの実が好物で、バンナを用いた彼女の料理は逸品らしい。
基本的にしっかりしているものバンナの実の事になると周りが見えなくなり、その事でミルサートに厳しく突っ込まれてしまった。しりとりの時は「熟れたバンナの実」や「みずみずしいバンナの実」など言ってアルドから「卑怯」と言われているが本人は自覚していない。

### パーティメンバー
ナスル
声 - 中井和哉
カウスクザフのガーバの民。アルドやリーハ、アインとは兄妹のように暮らしてきた。ぶっきらぼうな態度を取ることがあるが、根は優しい。
人間との争いの中で両親を亡くした過去があり、召喚使に限らずリーハ以外の人間が嫌いで、「亜人」と呼ばれることも嫌っている。
戦闘では斧を駆使して前線に立つ。少しだが風属性の精霊術が使える。
絵がかなり下手で、ティカの絵を描いた時ティカに「これからは女性の絵は描かないほうがいいですよ。もてなくなりますから」と言われている。
アイン
声 - あおきさやか
水属性の精霊術を使うカウスクザフのガーバの民。
巫女姫として崇められており、幼いながらも巫女としての責任を重んじている。その反面、年相応に振舞いたくも感じており、アルドたちはそれを理解している。
武器は蓮の花を模した杖。
アルド同様精霊の異変を直に感じ取ることができ、力を乱した精霊たちを落ち着かせる力もある。
精霊王と契約しているため、精霊王の統べる精霊を使うことが出来る。
寝る前には精霊王に祈りを奉げる。
マーディン
声 - 小野健一
別名「不落のマーディン」と呼ばれる元一級召喚使。7年前の施設爆破事故の際、まだ幼いアルドとリーハをアルケインから連れ出し、マアバドゥで暮らせるようにインジールに願い出た。
爆破事故に関わった事で召喚使としての地位と能力を剥奪されている。それでもいまだに彼を慕う召喚使は多い。
現在は気功をイメージした技で戦う。
武器は鉄甲。
ティカ・ランブロス
声 - 矢作紗友里
召喚使の一族ランブロス家の出身の召喚使見習い。
歌を歌う事が好きだが、叔父のザラームにはうるさがられていたようである。
戦闘では弓矢を使った後方支援と、歌による戦闘の補助を行う。
ライラ
声 - 夏樹リオ
槍を使う2級召喚師で、ファフラスとは同期。
召喚獣やカウスクザフに対する偏見を持ってはいるが、ティカによると召喚使の中ではまだマシな方らしい。
火の召喚術を使う。
絵を描くのが得意。
ミルサート
声 - 岸尾大輔
召喚使たちの研究施設“カタイレイン”に閉じ込められていた召喚獣。召喚獣特有のあざは肩にある。
一見冷めた言動が多いが、本来は素直な性格。
身にまとっているコートは、フィクラから貰ったものであるがガーディブの攻撃を防いだため、ボロボロになった。
動物が好き。
使用武器は剣。
使用する精霊術は、火、風、地、天。

### 召喚獣解放組織メンバー
フィクラ
声 - 塩山由佳
召喚獣解放組織のリーダー。
天使に似た姿をしているが、元は実体を持たない、精霊に近しい存在。性格はおとなしい。
ウグニア
声 - 森永理科
第18カタイレインに閉じ込められていた召喚獣の一人。悪魔に似た少女の姿をしている。
子供然とした振る舞いで派手好き。
召喚獣特有のあざは腹部にある。体の一部を武器に変形できる。
ガーディブ
声 - 乃村健次
カタイレインに閉じ込められていた召喚獣の一人。巨大な鬼に似た姿をしている。
召喚使を始めとした人間を激しく憎んでおり、世界を崩壊させる目的で組織に手を貸す。

### その他のキャラクター
インジール
声 - 青野武
ジャズィーラの村の長老で、ナスルの祖父。
アルドとリーハを自分の子供のように可愛がっている。
村の掟などに関わることになると途端に頑固になる。
ファフラス
声 - 中井和哉
ライラの同期の召喚使。
金色に光る鎧に身を包み、自らを“勇者”黄金のファフラスと名乗るが、周囲には軽くあしらわれている。
性格はやや大雑把で、空気を読むのが少し不得手。
“カッコよさ”について独自の美学があるようだ。
ザラーム・ランブロス
声 - 中多和宏
別名「賢英のザラーム」。召喚使の一族ランブロス家の当主で、ティカの叔父。
召喚使としての地位や名誉にかなりこだわっている。
かつて召喚術全体に関わる重要な職務に携わっていた。
風の召喚術を使う。
カウィー
声 - 岸尾大輔
変身魔法の研究のために旅をしている男性。ナスルとアインが変身魔法を習得していると勘違いしている。
サーフィー
声 - 夏樹リオ
カウィーと共に変身魔法の研究の旅をしている女性。
永劫に名のなき者
大昔に封印された召喚獣の欠片。最終話では無力な姿だったが別の世界に残してきた本体と世界の壁を越えて呼び合っている。
普通の召喚獣より異世界とのむすびつきが強い。その性質を利用して異世界からの力を引き出すのがテュンボス計画の真相。
テュンボスの地に住んでいたカウスクザフが長い間封印してきた禁忌の力。
最初は一体の竜だったが、フィクラの注いだエネルギーが元で進化した。
進化した後は首から上だけが5つ現れ、それぞれの首が1つの属性を使う。